# Internationella aborträttsdagen
Internationella aborträttsdagen är en temadag som infaller den 28 september varje år. Dagen syftar till att uppmärksamma rätten till säker abort och har sitt ursprung i den Latinamerikanska och Karibiska kvinnorörelsen som uppmärksammat dagen sedan 1990-talet.